# Cair Paravel
Cair Paravel es la capital de Narnia, país ficticio que da nombre a la serie de novelas Las Crónicas de Narnia 
escrita por C.S. Lewis. Era una gran ciudadela ubicada en una península en donde el Gran Río de Narnia desembocaba en el Océano Oriental. Esta ciudadela contaba con un gran palacio altamente ornamentado y decorado, sus habitantes eran animales, bestias parlantes y habitantes de Narnia. Durante la ausencia de los reyes Pevensie que desaparecieron por 1300 años Narnianos los habitantes del palacio deciden quedarse a protegerlo y mantenerlo hasta la vuelta de los monarcas.
Por Cair Paravel han pasado todas las generaciones monárquicas de Narnia, es decir desde la coronación de Los reyes Pevensie, Caspian X el telmarino, Rilian hijo de Caspian hasta el último rey Tirian. En este lugar se encontraban los cuatro tronos ocupados por el gran rey Peter, el magnífico; la reina Susan, la benévola; el rey Edmund, el justo y la reina Lucy, la valiente.
Cair Paravel fue construido antes de la Edad de Oro de Narnia (1000-1015), posiblemente por el Rey Frank y la Reina Helen, los primeros reyes. Cuando los cuatro niños Pevensie entraron a Narnia y se convirtieron en Reyes y Reinas del país después de vencer a la Bruja Blanca, en Cair Paravel se estableció la corte del gran rey Peter.
En la época de Miraz el Usurpador, Cair Paravel era sólo ruinas. Caspian X reconstruyó el castillo a su esplendor original.
En los tiempos del Rey Tirian, último rey de Narnia, Cair Paravel es saqueado por el Tisroc de Calormen.
Cair Paravel perduró hasta los últimos tiempos de Narnia donde Aslan castiga la tierra dejando todo y a todos los que decidieron seguir a Tash y no creer en el. Todos los fieles se fueron al paradisíaco país de Aslan.

## Etimología
Cair Paravel significa literalmente 'Pequeña Corte' (en inglés antiguo, cair significa 'corte', y paravel significa 'pequeña').